# Ансельм Казимір Вамбольт фон Умштадт
Ансельм Казимір Вамбольт фон Умштадт (нім. Anselm Casimir Wambolt von Umstadt; 30 листопада 1579 — 9 жовтня 1647) — 66-й архієпископ Майнца в 1629—1647 роках, курфюрст Священної Римської імперії.

## Життєпис
Походив з рейн-гессенського шляхетського роду Вамбольт фон Умштадт. Син Еберхарда Вамбольт фон Умштадт, засідателя імпераської палати в Шпаєрі та члена Надвірної ради, та Анна фон Райфенберг. Народився 1579 року, можливо в Шпаєрі. У 1581 року разом з батьком перейшов з кальвінізму до католицтва. 1583 року втратив матір. Здобув освіту в єзуїтському колегіумі в Шпаєрі або Празі. 1596 року став ченцем монастиря в Майнці. Після цього поступив до папської семінарії Collegium Germanicum в Римі, яку закінчив 1597 року. Після цього до 1599 року навчався в Вюрцбурзі. 1599 року став вивчати курс філософії та теології в Римі.
1604 року повернувся до Майнцу. 1605 року всвячено на диякона, невдовзі стає членом соборного капітулу Майнцу. Потім до 1607 року вивчав право в Падуанському університеті. 1608 року призначається членом гофрату, а 1609 року стає його президентом. Того ж року виконував посольські функції архієпископа Майнцького до Зальцбурга. 1610 року увійшов до чернецтва абатства Св. Албана в Майнці. 1611 року був представником архієпископа Майнца в Айнсфельді, представляв його інтереси в Нюрнбурзі. У 1612 року був в Празі, а 1613 року виконував завдання до Фульдського монастиря. 1619 року призначено амтманом Момбаху поблизу Майнцу.
У 1620—1622 роках обіймав посаду ректора Майнцького університету. Між 1620 і 1624 роками і 1627 року призначався штатгальтером Майнцького архієпископства під час відсутності курфюрства Йоганна Швайкарда фон Кронберга. 1629 року всупереч інтересам династії Габсбургів обирається архієпископом-курфюрстом Майнцьким. Втім 1630 року обрав проімперський (прогабсбурзькій) курс у зовнішній політиці.
В цей чсас тривала Тридцятирічна війна. 1631 року Майнцу стала загрожувати шведська армія на чолі із королем Густавом II Адольфом. Ансельм Казимір Вамбольт фон Умштадт намагався за допомогою іспанського загону чинити опір. Намагався перегороди Рейн за допомогою затоплених суден. Проте це не допомогло — шведи захопили Майнц. Курфюрст втік до Кельна. Зумів повернутися лише 1636 року. Невдовзі коронував Фердинанда Габсбурга римським королем.
Розпочав відновлювати господарства та політичний вплив в Майнцькому архієпископстві. Водночас змусив протестанські громади, що оселилися в Майнці під час шведської окупації навернутися до католицтва. Зайняв жорстку політику під час перемовин в Мюнстері та Оснабрюку. 1644 року французькі війська зайняли Майнц. Умштадт втік до Франкуфурту-на-Майні. 1647 року під писав з Францією угоду про нейтралітет, але невдовзі помер, не встигши повернутися до Майнцу.